# موسی بن شاکر خراسانی
موسی بن شاکر اصالتاً اهل خراسان و از دانشمندان ایرانی ساکن بغداد و در زمره منجمان و ستاره شناسان به‌شمار می‌رود.

## زندگی
موسی در قرن سوم و در عهد مأمون زندگی می‌کرد. وی آثار علمی ارزنده‌ای از خود بر جای نهاده و مدتی نیز در دارالحکمه به فعالیت مشغول بود.

## فرزندان
بنوموسی نامی است که بر فرزندان وی گفته می‌شود که همگی در گروه دانشمندان قرار داشتند.